# 오쿠타마호

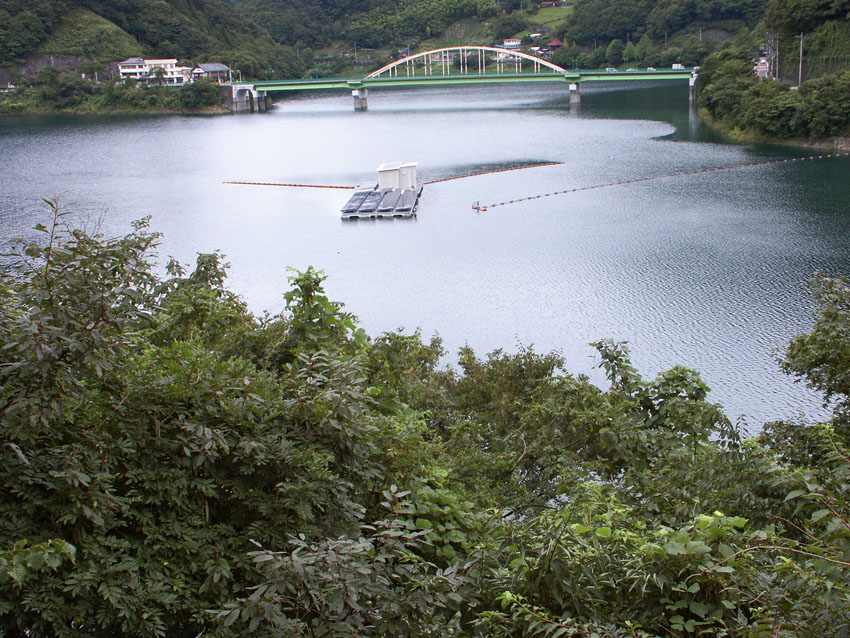
오쿠타마호

오쿠타마호(奥多摩湖 오쿠타마코[*]) 또는 정식 명칭 오고치 저수지(小河内貯水池 오고치초스이치[*])는 일본 니시타마군 오쿠타마정과 야마나시현 기타쓰루군 다바야마촌 및 고스게촌에 걸친 인공 호수이다. 도쿄도 수도국이 보유 및 관리하는 오고치댐(일본어: 小河内ダム 오고치다무[*])에서 다마강 상류부를 멈추고, 1957년에 완성했다. 저수 용량은 약 1억 9000만 입방미터이다. 도쿄도 교통국의 수력 발전 시설(다마가와 제1 발전소)도 병설되어 있으며, 발전된 전기는 도쿄 전력에 매각되어 오쿠타마정, 오메시 등 다마 지역에 전력을 공급하고 있다. 호수 근처에는 다양한 볼거리와 관광 시설이 있어 수도권의 오아시스로도 알려져 있다.